# کنستانس سیسیل، ملکه قبرس
کنستانس سیسیل ملکه قبرس و اورشلیم بعد از ازدواج با هنری دوم اورشلیم و ملکه ارمنستان بعد از ازدواج با لوون چهارم، شاه ارمنستان، بود. وی دختر فردریک سوم سیسیل و النور آنژو بود.